# Ibrahim Gacaoglu
Ibrahim Gacaoglu (* 1903 im Nordkaukasus; † 1989 in München) war ein Tierarzt und wurde nach dem Zweiten Weltkrieg ein hochrangiger Imam in München.

## Kindheit und Ausbildung
Ibrahim Gacaoglu wurde 1903 im Nordkaukasus geboren.

## Karriere
1942 schloss er sich der Wehrmacht an.
Er entging der Lienzer Kosakentragödie.
Nach dem Krieg zeigte er sich gegenüber der Central Intelligence Agency kooperativ.
Von 1948 bis 1956 war er Imam in München.
Unter seiner Ägide wurde 1955 auf dem Waldfriedhof (München) das erste moslemische Grabfeld Deutschlands geschaffen.
Am 28. Mai 1961 war Gacaoglu Vorsitzender der islamistischen Glaubensgemeinschaft für Westeuropa und weihte in Irschen eine Gedenkstätte zur Erinnerung an 7000 an die Sowjetunion ausgelieferten Bewohner des Nordkaukasus ein.
1973 war er Mitglied der Religionsgemeinschaft Islam e. V. in München und betreute in der Justizvollzugsanstalt München und in der Justizvollzugsanstalt Straubing einsitzende Glaubensbrüder.